# Steve Porcaro
Steve Porcaro (* jako Steven Maxwell Porcaro; 2. září 1957, Hartford, Connecticut, USA) je americký hudební skladatel a hráč na klávesové nástroje. Proslavil se jako zakládající člen skupiny Toto.

## Sólová diskografie
- Someday/Somehow (2016)